# Cheilaria agrostidis
Cheilaria agrostidis är en svampart som beskrevs av Lib. 1837. Cheilaria agrostidis ingår i släktet Cheilaria, divisionen sporsäcksvampar och riket svampar.   Inga underarter finns listade i Catalogue of Life.